# KK Krka
Košarkarski Klub Krka (português: Basquete Clube Krka), comumente referido como KK Krka ou simplesmente Krka, é um clube profissional de basquete, que é baseado em Novo Mesto, Eslovênia. A equipe atualmente compete na Liga Nova KBM e a Liga Adriática. A equipe manda seus jogos na arena Leon Štukelj Hall.

## História

### 1948-2002
O primeiro clube de basquetebol em Novo Mesto foi fundada em 1948, mas não até 1983, ano do seu 35º aniversário,o clube ainda não havia comemorado a conquista do campeonato nacional esloveno. Após esse triunfo, no entanto, viu-se um declínio no basquetebol de Novo Mesto, que durou até depois da independência da Eslovênia como República da ex-Jugoslávia. Em breve a equipe foi promovida em 1997 da segunda divisão e credenciou-se para a Liga Eslovena, e foi no mesmo ano que a empresa farmacêutica Krka passou a patrocinar a equipe. O quarto lugar na liga nacional e o terceiro na Copa da Eslovênia, permitiram ao clube qualificar-se para a Copa Korać de 1998-99. O grande avanço veio um ano mais tarde, quando o Krka derrotou o histórico rival Olimpija Ljubljana , nos playoffs finais para conquistar o título nacional. Naquele ano, o time também jogou a Copa Saporta e chegou ao terceiro lugar da Copa Nacional. Em 2000-01, Krka consolidou a sua força, mas, no entanto, foi derrotado para o Olimpija na final. Em 2001-02, Krka classificou para a Euroliga, na pré-temporada do torneio e deixou a sua marca em um grupo de adversários tradicionais. Embora Krka perdeu o Top 16, ele foi capaz de derrotar todos os seus oponentes de uma só vez, incluindo nomes como o Real Madrid, o Panathinaikos, o CSKA Moscou e o Skipper Bologna. Em casa, Krka terminou em segundo lugar na Goodyear league, na Liga Eslovena e a Copa da Eslovênia, perdendo as três vezes para o Olimpija Ljubljana.

### Temporada 2002-03; campeão Nacional e vice-campeão da Eurocup
Krka disputou a final da Copa ULEB e foi derrotado por pouco para o Pamesa Valência, apesar de ser a única equipe da competição a vencer os valencianos. Krka, em seguida, exercitado seus músculos, perturbando Olimpija para o seu segundo Título Esloveno.

### Temporada de 2003-04; Problemas no horizonte
A temporada começou com o treinador Zoran Martić que renunciou depois de maus resultados na liga europeia, Petar Skansi veio como o substituto. Krka terminou a Euroliga, com apenas duas vitórias, 7º lugar na liga Adriática, mas 7º lugar na competição nacional não foi. A derrota contra o Helios Domžale nas quartas de final implícita queda do Liga Adriática.

### Temporada 2004-05; Clube quase morto
Temporada 04/05 foi muito difícil para Krka e torcedores, havendo inclusive votação sobre a dissolução, mas felizmente falhou. O novo técnico Predrag Milović foi contratado, Krka terminou em 6º lugar.

### Temporada 2005-06; No fundo
Temporada 2005-06 foi de longe o pior. Depois de terminar a última após a primeira da Liga Eslovena o Krka perdeu apenas três vezes no rebaixamento da liga, elevando a esta equipe para o 9º lugar. Clube foi em 'rehab' financeiros, bem como em termos de concorrência, a nova liderança de clube em Marjan Erpe conseguiu salvar o clube.

### Temporada 2006-07; Lentamente subindo
Krka terminou em 7º, vindo para o campeão da liga.

### Temporada 2007-08; qualificado para a ABA
Nesta temporada Krka terminou em terceiro no campeonato e substituído Geoplin Slovan na Liga Adriática.

### Temporada 2008-09
Krka foi um dos três clubes eslovenos que representaram a Eslovênia na competição regional Liga ABA. O décimo lugar foi uma realização sólida para o estreante depois de alguns anos fora da liga. Na Liga Eslovena o Krka terminou em terceiro, depois de muitas lesões e terminou depois de 2 de Helios e não pôde competir na competição regional.

### Temporada 2009-10; campeão Nacional, qualificado para a ABA
Aleksandar Džikić se tornou treinador do Krka na temporada 2009-10 trazendo grandes resultados para o clube. Terminou como primeiro na 1ª parte da Liga Eslovena e 2º lugar na liga dos campeões, trouxe semifinais para Novo Mesto. Bateu por 2-1, o Helios de Domžale  alcanduoas  finais depois de 7 longos anos. Batendo o Union Olimpija, por 3-2, no último jogo no Tivol Hall,i Krka terminou muito bem sucedioa, tornando-se campeão Esloveno.

### Temporada 2010-11; campeão Nacional, campeão Eurochallenge

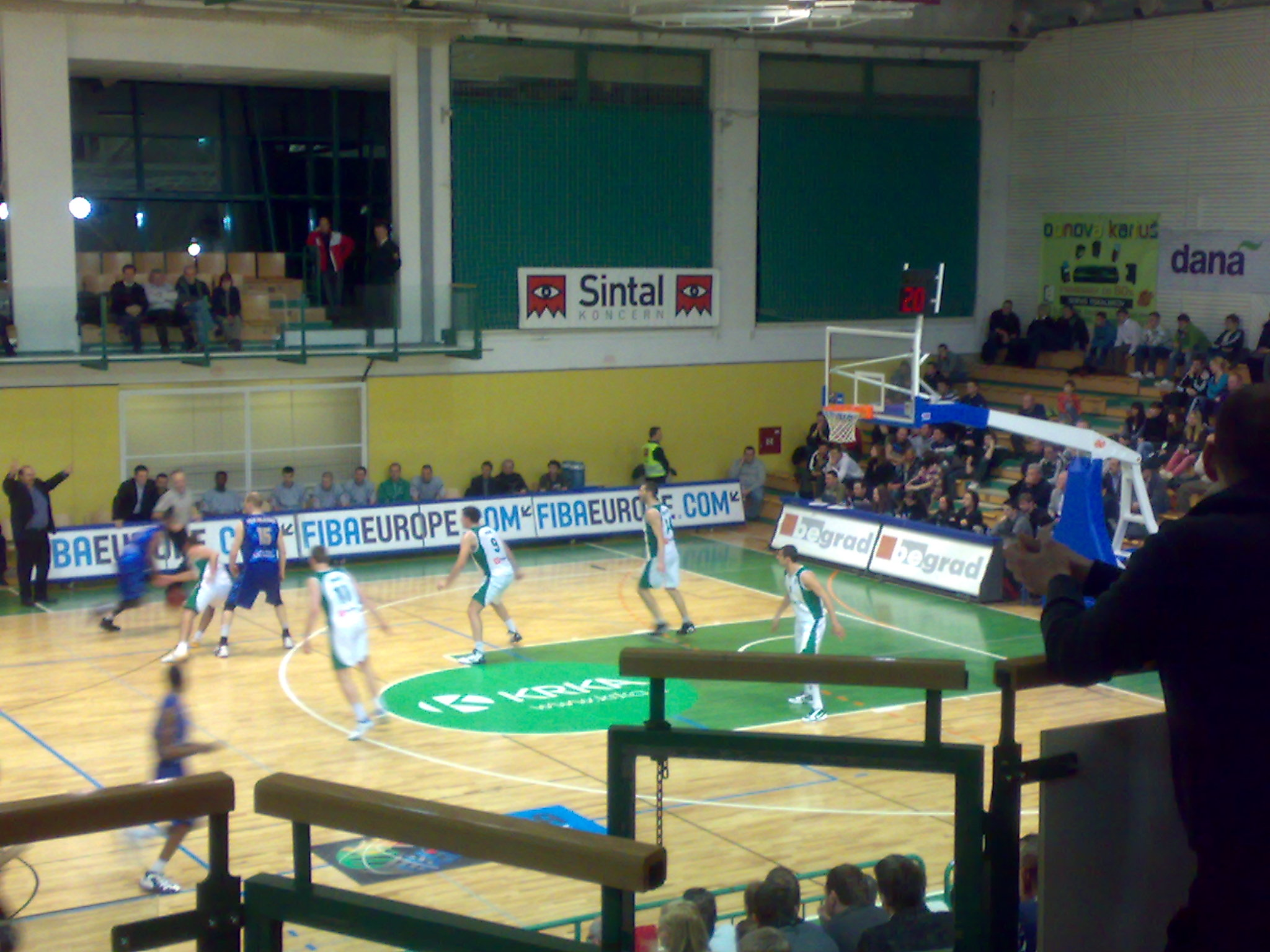
A equipe em disputada Eurochallenge

Aleksandar Džikić foi confirmado como treinador do clube para a temporada 2010-11. Ele tem um novo treinador-adjunto para ajudar, Aleksander Sekulić (confirmado no dia 21 de junho). O Krka qualificado para a ABA da liga e decidiu competir na 3ª Liga em importância na Europa o FIBA EuroChallenge. Temporada começou para o Krka bem audáciosa, depois de vencer a Supercopa da Eslovênia, batendo Olimpija em Maribor. Krka jogou bem e se classificou para o Final Four da Liga Adriática, onde perdeu contra o Olimpija nas semifinais. Eles também competiram no Final Four do EuroChallenge onde conquistou seu primeiro título continental, batendo Oostende , na semifinal, e o Lokomotiv-Kuban no final. Eles terminaram o Esloveno campeonato em 1º lugar, com uma perda. Nas semifinais Krka derrotado Zlatorog por 2-0. Grande temporada terminou no dia 11 de junho, após a vitória na Liga Eslovena, ao bater o Olimpija 3-2. Este foi o quarto troféu nacional e segundo na linha.

### Temporada 2011-12; de Volta à Europa, campeões nacionais

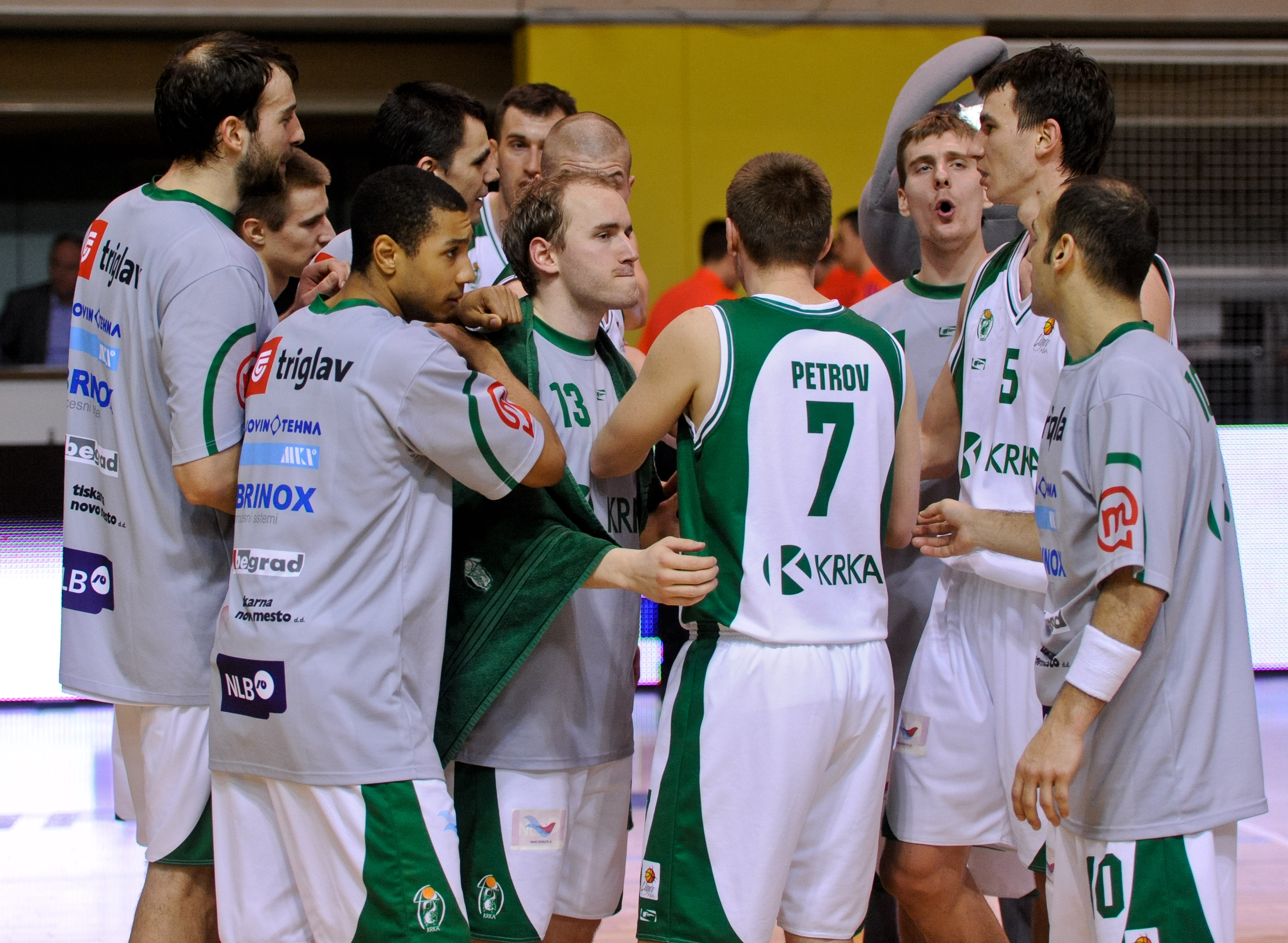
Krka equipe em 2012

Krka competiu na Liga ABA, Eurocup, Liga Eslovena e a Copa do Eslovênia. O treinador Aleksandar Džikić foi substituído com Nenad Trajković. Dušan Đorđević, Goran Ikonić, Dragiša Drobnjak e Chris Boocker deixaram o clube. A sua substituição foram Jaka Klobučar, Curtis Stinson, Marko Đurković, Jimmy Baxter e Jerome Jordan. O clube teve dois jogadores selecionado para o quinteto ideal da Liga Eslovena, Edo Murić e Zoran Dragić. Krka tinha iniciado com êxito a temporada em outubro, a vitória na Supercopa da Eslovênia sobre o Olimpija. Em novembro, Jaka Klobučar e Curtis Stinson, deixaram o clube. Jaka queria jogar em um país estrangeiro, enquanto Stinson passou por cirurgia no tornozelo. Krka comprou Allan Ray, que jogou apenas três jogos. Após o excelente desempenho contra o Le Mans, ele se mudou para a França. Seu substituto foi Mustafa Abdul-Hamid.
No dia 1 de dezembro, o treinador Nenad Trajković mudou-se para o Phoenix Suns e foi substituído por seu assistente Aleksander Sekulič. Também, Jerome Jordan deixou o clube (NBA-out cláusula), juntamente com Jimmy Baxter (negado documentos) e Marko Đurković (fraco desempenho). Em 29 de dezembro de Krka anunciou três novos jogadores, Ben Hansbrough do Bayern München, Uroš Lučić de Radnički Kragujevac, que já jogou por Krka na temporada 2009-10 e Jure Lalić, que veio do Cibona. Em janeiro de 2012, o clube lançou Mustafa Abdul-Hamid, mas depois de um mês ele voltou ao clube em fevereiro de 2012. O clube também anunciou um novo armador que se tornou Afik Nissim. Temporada terminou com a vitória de quinta campeonato nacional, o terceiro seguida.

### Temporada 2012-13; Retorno ao Eurochallenge
O clube competiu na Liga ABA, Liga Eslovena, EuroChallenge e a Copa da Eslovênia. Depois de ganhar o título nacional na temporada anterior, Aleksander Sekulič continuou como principal treinador. Novo treinador-adjunto, tornou-se Gašper Potočnik e o ex-jogador Simon Petrov. Clube assinou com Jaka Klobučar, Jakov Vladović e Jurica Golemac e dois jovens, Erjon Kastrati e Tomaž Bolčina. Jure Balažić mudou de clube e foi para a Turquia, enquanto Simon Petrov reformado e tornou-se um assistente técnico. Krka começou a temporada com o título da Supercopa da Eslovênia com vitória sobre o Olimpija (84-81) em 25 de setembro, em Grosuplje. Em 30 de dezembro, Matjaž Smodiš e o presidente Brane Kastelec anunciaram seu retorno ao clube. Devido aos maus resultados, especialmente a derrota na semifinal da copa nacional contra Helios em 11 de fevereiro, o treinador Aleksander Sekulić foi demitido. Gašper Potočnik, tornou-se um novo treinador, que antes era um assistente. Em Março, o clube assinou com Jerime Anderson, que jogou seu primeiro jogo no campeonato nacional contra Helios. Na liga nacional, Krka termino a temporada regular em primeiro lugar, com apenas uma derrota (9-1). Nas semifinais, a equipe venceu por 2-0 contra Zlatorog e avançou para a final contra o Olimpija, onde Krka venceu a série por 3-1, e conquistar o seu quarto título consecutivo e o sexto no geral. Último jogo teve grande contribuição de Matjaž Smodiš, que marcou 21 pontos e terminou com êxito a sua carreira.

### Temporada 2013-14; Džikić retorno
No dia 18, o clube assinou contrato de dois anos com Aleksandar Džikić. A primeira equipe de adição foi Jasmin Hukić, assinado no dia 25 de junho. Clube adicionado croata poder Zvonko Buljan e Esloveno guarda Luka Lapornik em 12 de julho.

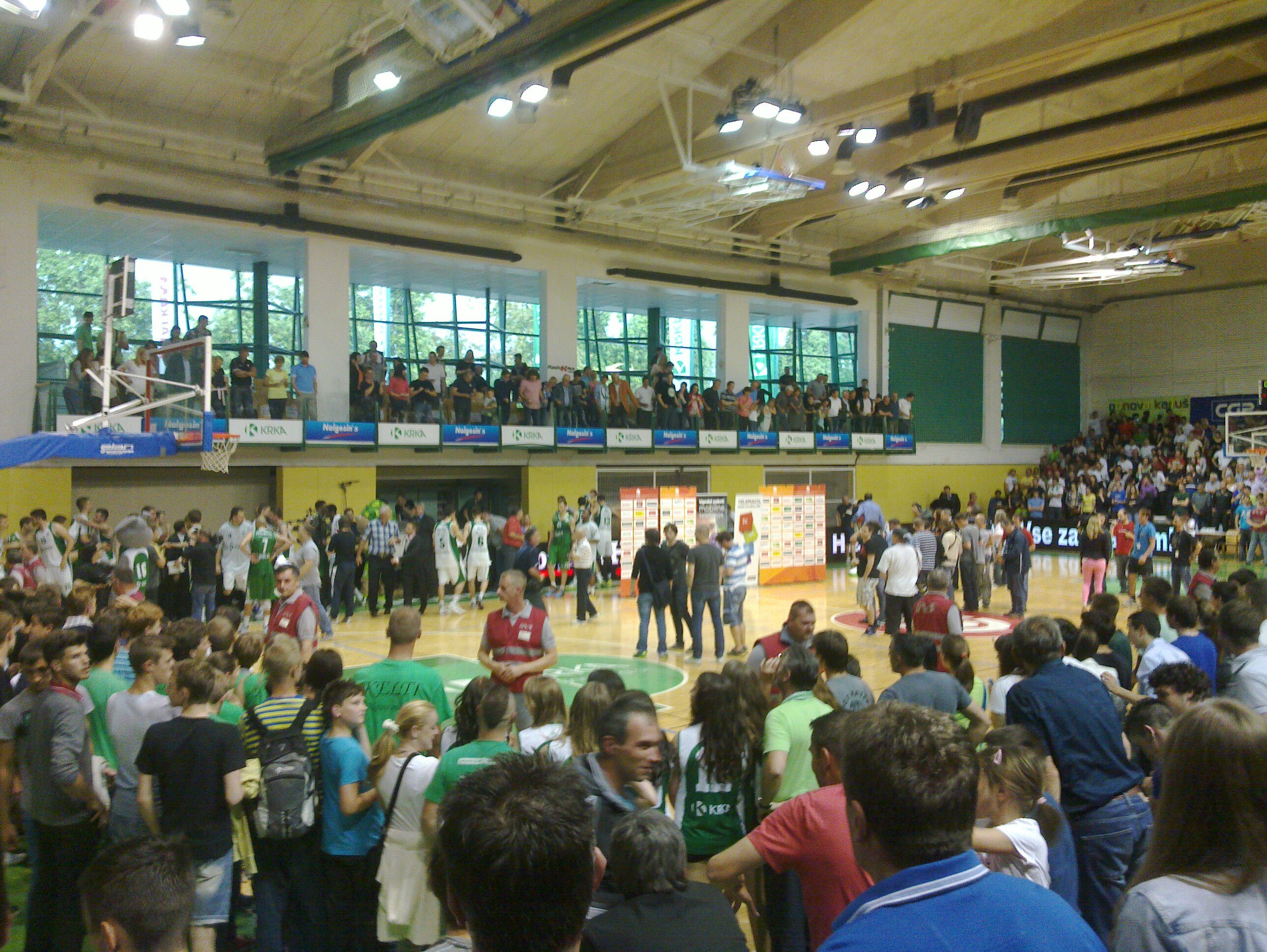
Título nacional no final de 2014

No dia 24 de julho, o clube anunciou a contratação de Derrick Nix para um contrato de 3 anos, mas por causa de seu comportamento inadequado, eles quebram o contrato assinado e Chris Buck. American PG Malcolm Armstead se juntou clube no dia 30 de julho. No meio da temporada, Sani Bečirović, bem conhecidos internacional Esloveno com uma rica carreira, entrou para a equipe, que enfrentou muitos problemas de falta de feridos Armstead. Esta foi a primeira temporada Krka ganhou a taça nacional e depois de ganhar o campeonato nacional no dia 31 de Maio foi sua primeira dupla coroa temporada. Jaka Klobučar foi premiado com o Esloveno League título de MVP. Equipa conseguiu uma boa posição no Adriático league, terminando em 7º apenas um ponto de distância, diretamente de qualificação para a Europa.

### Temporada 2014-15 vencedores da Taça, semifinais do campeonato nacional
No dia 14 de junho, dois novos jogadores foram confirmados, Camaronês, Alexis Wangmene e Mirko Mulalić, enquanto Pavić, Klobučar, Bečirović, Buljan, Pajić, Murić deixou o clube. Aleksandar Džikić manteve seu lugar, como treinador, e tornou-se o treinador com mais temporadas no clube (quatro). Em 26 de junho de ULEB decidiu que Krka não pode jogar em seu salão, resultando que esta foi a primeira temporada, depois de quatro anos sem competições Europeias. Krka, eventualmente, jogado em Esloveno e ABA league. Em 9 de julho, Krka assinou contrato de um ano com o ex-nacional Esloveno jogador da equipe Nebojša Joksimović. Em julho, Krka anunciou que Christopher Booker decidiu voltar para Novo Mesto e o contrato prorrogado. Antes do início da temporada, Krka venceu o Esloveno Supercopa contra o Olimpija. Temporada na ABA começou muito bem com 5-1 registro, mas foi seguido por 1-9 derrota série. Em janeiro, cinco sequência de vitórias começou em fevereiro, a equipe conquistou a sua segunda taça nacional contra Zlatorog Laško. Depois de oito derrotas na primeira rodada da liga Eslovena, Krka terminou em primeiro na liga campeão (8-2). Depois de quartas-de-final vitória contra o Portorož nos playoffs (2 a 0), o time foi eliminado nas semifinais contra Šentjur.

### 2015-16 temporada
Em 21 de junho de 2015, Ivan Velić foi contratado como novo treinador. Vladimir Anzulović tornou-se um novo treinador-adjunto, anteriormente treinador do KK Kolpa Črnomelj.

## Arena

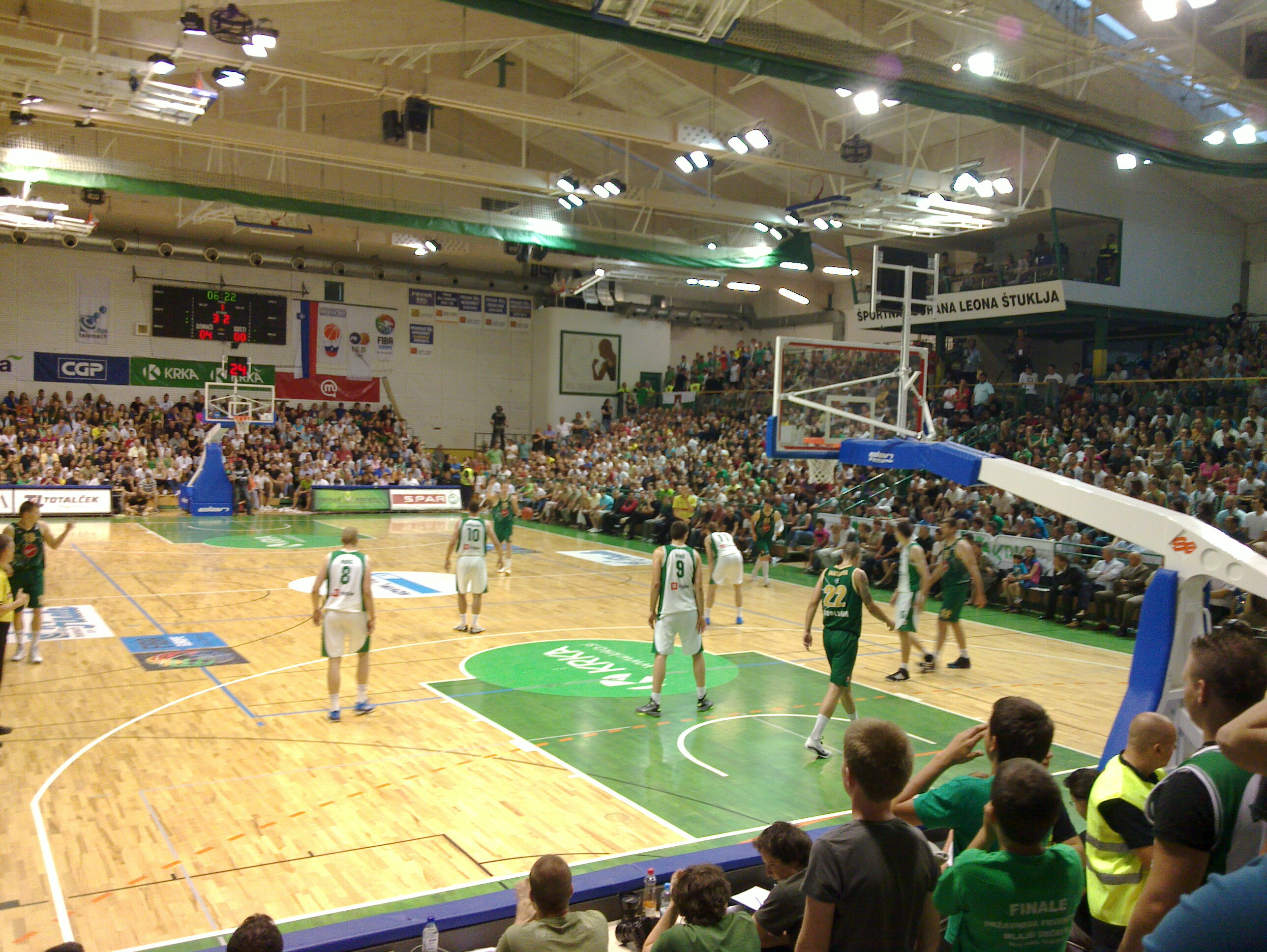
Quinto jogo da Esloveno League em 2011, mostrando Leon Štukelj hall da região sudeste do lado

O primeiro clube tribunal foi Loka exterior asphalte tribunal, perto do rio Krka. Na década de 1970, Krka mudou-se para a primeira arena indoor na cidade, chamado Marof. Ele tem 1.500 capacidade de assentos. Marof estava tribunal de casa para Krka por mais de 30 anos. Marof arena ainda está sendo usado como uma formação tribunal e 2009-10 temporada playoffs finais foram jogados no Marof.
O clube está jogando atualmente Leon Štukelj Salão com capacidade para 2.500 lugares. Hall está localizado no centro escola na parte sudoeste de Novo Mesto. Ele é da cidade, principalmente, ginásio de esportes e é palco de muitos eventos, uma vez que é o maior salão em Novo Mesto e Inferior Carniola.
Nova arena, com mais de 5.000 lugares, foi planejado para ser construído para o EuroBasket 2013 em Eslovénia, mas foi cancelada bem como o Novo Mesto a sua candidatura para o EuroBasket.
Como Euroliga de Basquete definir um mínimo de capacidade para a Europa em 3.000 lugares e não-contrato Euroliga equipes para 5.000 lugares, Krka é incapaz de reproduzir essas competições em Leon Štukelj Hall.

## Temporada por temporada
| Temporada | Nível | Liga Doméstica     | Posição        | Copa Domésticas | Supercopa | Liga Adriática | Europa          | Resultado      |
| --------- | ----- | ------------------ | -------------- | --------------- | --------- | -------------- | --------------- | -------------- |
| 1992–93   | 4     | 4. League          | 1. (promovido) | —               | —         | —              | —               | —              |
| 1993–94   | 3     | 3. League (2. SKL) | 6.             | —               | —         | —              | —               | —              |
| 1994–95   | 3     | 3. League (2. SKL) | 1. (promovido) | —               | —         | —              | —               | —              |
| 1995–96   | 2     | 2. League (A2)     | 2.             | —               | —         | —              | —               | —              |
| 1996–97   | 2     | 2. League (A2)     | 1. (promovido) | —               | —         | —              | —               | —              |
| 1997–98   | 1     | 1. A SKL           | 4.             | —               | —         | —              | —               | —              |
| 1998–99   | 1     | Liga Kolinska      | 3.             | —               | —         | —              | Copa Korać      | Top 16         |
| 1999–00   | 1     | Liga Kolinska      | Campeões       | —               | —         | —              | Copa Saporta    | Top 16         |
| 2000–01   | 1     | Liga Kolinska      | Finalista      | Finalista       | —         | —              | Suproliga       | Group stage    |
| 2001–02   | 1     | HYPO Liga          | Finalista      | Finalista       | —         | Finalista      | Euroliga        | Regular season |
| 2002–03   | 1     | 1. A SKL           | Campeões       | —               | —         | 7.             | Eurocup         | Finalista      |
| 2003–04   | 1     | 1. A SKL           | 5.             | —               | Finalista | —              | Euroliga        | Regular season |
| 2004–05   | 1     | 1. A SKL           | 6.             | —               | —         | —              | —               | —              |
| 2005–06   | 1     | 1. A SKL           | 9.             | —               | —         | —              | —               | —              |
| 2006–07   | 1     | Liga UPC Telemach  | 6.             | —               | —         | —              | —               | —              |
| 2007–08   | 1     | Liga UPC Telemach  | 3.             | —               | —         | —              | —               | —              |
| 2008–09   | 1     | Liga UPC Telemach  | 3.             | Semifinais      | —         | 11.            | —               | —              |
| 2009–10   | 1     | Telemach League    | Campeões       | Semifinais      | —         | —              | —               | —              |
| 2010–11   | 1     | Telemach League    | Campeões       | Quarterfinals   | Campeões  | Semifinais     | EuroChallenge   | Campeões       |
| 2011–12   | 1     | Telemach League    | Campeões       | Finalista       | Campeões  | 11.            | Eurocup         | Top 16         |
| 2012–13   | 1     | Telemach League    | Campeões       | Semifinais      | Campeões  | 9.             | EuroChallenge   | Fase de Grupos |
| 2013–14   | 1     | Telemach League    | Campeões       | Campeões        | Finalista | 7.             | EuroChallenge   | Top 16         |
| 2014–15   | 1     | Telemach League    | Semifinais     | Campeões        | Campeões  | 9.             | —               | —              |
| 2015–16   | 1     | Liga Nova KBM      | Semifinais     | Campeões        | Finalista | 12.            | FIBA Europe Cup | Round of 32    |